# Coffret cadeau
Un coffret cadeau est un coffret offert à un destinataire contenant un guide qui propose une sélection d'activités, d'hôtels et de lieux de restauration selon des critères définis (sport, bien-être, découverte, etc.). Un concept voisin, la box mensuelle, permet de s'abonner ou d'offrir un assortiment de produits dans un domaine défini.

## Historique
En France, le concept fait son apparition au cours de l'année en 2002. Fin 2011, les leaders de ce marché en France sont Smartbox, Wonderbox, Dakotabox. 
Au Québec, le concept est lancé en 2009 par l'entreprise Coffrets Prestige .
En Australie, le concept est lancé en 2017 par l'entreprise BananaLab.

## Mode de fonctionnement
Tous les coffrets cadeaux basés sur le service fonctionnent sur le même modèle. Chaque coffret contient deux éléments : un livret thématique contenant le détail des prestations proposées et les coordonnées des prestataires ; et un chèque cadeau sans valeur faciale pour régler la prestation.
Dans certains cas, l'acheteur peut personnaliser son coffret cadeau en choisissant les prestations, le visuel du coffret cadeau ou encore en ajoutant un message.
Le chèque cadeau est activé en ligne ou par téléphone. Enfin le bénéficiaire choisit son activité et prend date avec le prestataire concerné. Le chèque cadeau est alors remis au prestataire.
De nouveaux coffrets cadeaux prennent place sur le marché, avec une offre basée sur des produits plutôt que des services. Cette offre est née à la suite du succès des cartes cadeaux et chèques prépayé. Ce type de coffret a une offre dynamique, le coffret ne contient en général pas de catalogue, ce dernier est accessible en ligne grâce à un code cadeau.
Cependant, depuis le premier trimestre 2013, le modèle du coffret cadeau s'est étendu avec l'apparition d'un nouveau concept. Ces nouveaux acteurs sur le marché ont deux grandes différences avec les grandes marques comme Smartbox ou Wonderbox : d'une part, ils proposent une personnalisation prononcée du livret, et d'autre part, le choix se fait parmi des produits et non des services.

## Critiques
Les prestataires ont intérêt à privilégier les clients qui payent en argent la prestation par rapport à ceux qui la payent avec un coffret cadeau, car ils doivent reverser une partie du prix de la prestation auprès de la société de coffret cadeau. Il est parfois impossible d'utiliser les chèques cadeaux en haute saison ou pendant les vacances scolaires. Les coffret cadeaux sont également critiqués pour ne pas être remboursables,.
L'association de consommateurs UFC—Que choisir met en garde les consommateurs contre les coffrets cadeaux, quel que soit leur fournisseur, en critiquant les dérives de ces sociétés. De son côté, l'Institut national de la consommation (INC) regrette la protection incomplète des acheteurs de coffrets cadeaux.